# ری سه-گوان
ری سه-گوان (به انگلیسی: Ri Se-Gwang) ژیمناست زادهٔ ۲۱ ژانویهٔ ۱۹۸۵ میلادی اهل کشور کره شمالی است.
از افتخارات وی میتوان به کسب مدال طلا پرش از خرک در بازی‌های المپیک تابستانی ۲۰۱۶ اشاره کرد.